# Orbanyà
Orbanyà (IPA: [uɾβə'ɲa], oficialment en francès Urbanya) és una comuna de la comarca del Conflent, a la Catalunya del Nord).
Orbanyà és l'onzena entitat municipal amb menys població dels Països Catalans i la novena del Conflent i de la Catalunya del Nord. A cavall dels termes d'Orbanyà i de Noedes hi ha el Bosc Comunal de Noedes - Orbanyà.

## Etimologia
Explica Joan Coromines que Orbanyà prové de l'adjectiu llatí urbaniānu, derivat del nom propi, també llatí, Urbānus. En tractar-se d'un topònim derivat d'un antropònim, es tractaria d'un vilatge que té els seus orígens en la colonització romana del territori.

## Geografia

### Localització i característiques generals del terme

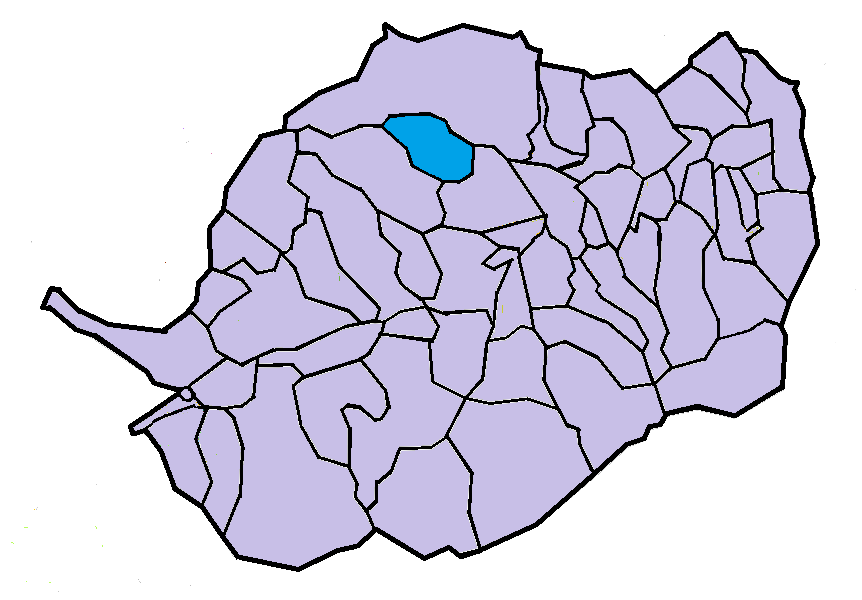
Situació de la comuna d'Orbanyà en el Conflent

El terme comunal d'Orbanyà, de 144.800 hectàrees d'extensió, és situat a l'esquerra de la vall de la Tet, al fins de la vall d'un dels dos rius que formen el Callan, la Ribera d'Orbanyà i, per tant, bastant apartat a l'esquerra de la Tet. Està situat al nord-oest del centre de la comarca.
El terme d'Orbanyà està conformat per una sola vall: la de la Ribera d'Orbanyà. Exactament, la vall alta d'aquesta ribera, ja que la baixa pertany al terme de Conat, des del circ de muntanyes on es forma, fins a la Font de l'Aram, que és el lloc on es troba el termenal entre les dues comunes. Aquesta vall té el seu punt més baix a la llera de la Ribera d'Orbanyà ran de la font esmentada, que assoleix els 708,3 m alt, mentre que el poble d'Orbanyà és a 868,5. En canvi, les muntanyes que emmarquen aquesta vall arriben fins als 1.798, en el punt més alt. Es tracta, per tant, d'una vall bastant tancada.
Al sud-oest, des de la llera del riu en el punt esmentat, el termenal segueix una carena primer cap al nord-est i després cap al nord que arriba primer al Roc de Jornac, de 1.049 m alt, i després s'enfila cap al Serrat de Miralles, que assoleix els 1.371,2 m alt en el triterme d'Orbanyà amb Conat i Mosset. El límit septentrional, amb la comuna de Mosset, puja des d'aquest Serrat de Miralles, cap al nord-oest primer i després cap a l'oest, continua pel Serrat de les Bigues, on hi ha el Coll de les Bigues, de 1.361,4 m alt, i després cap al Serrat de la Font de la Barbera, on el termenal gira cap a l'oest. Fent algunes ziga-zagues, s'adreça al Puig del Rocater, de 1.589,3 m alt, de seguida al Coll del Mener, de 1.546, i al Pic del Torn, de 1.631,4. Després, passa pel Coll del Torn, de 1.530,2, i va cap al Pic de Portapàs, a l'extrem nord-occidental de la comuna, que és el punt més elevat, de 1.795,7 m alt.
Des d'aquesta darrera muntanya va davallant cap al sud i després cap al sud-est la resta del termenal d'Orbanyà, ara amb Noedes. Així, va davallant per una carena cap al Roc de Peirafita, de 1.562,2 m alt, el Pic de la Mosquetosa, de 1.457, el Serrat del Llosat, amb el Pic del Lloset, de 1.371, el Pic de la Serra, de 1.203, el Coll de Marçac, de 1.056, i pel Serrat de Marçac davalla cap al fons de la vall de la Ribera d'Orbanyà.
Termes municipals limítrofs:
|        | Mosset |       |
|        |        |       |
| Noedes |        | Conat |

### El poble d'Orbanyà

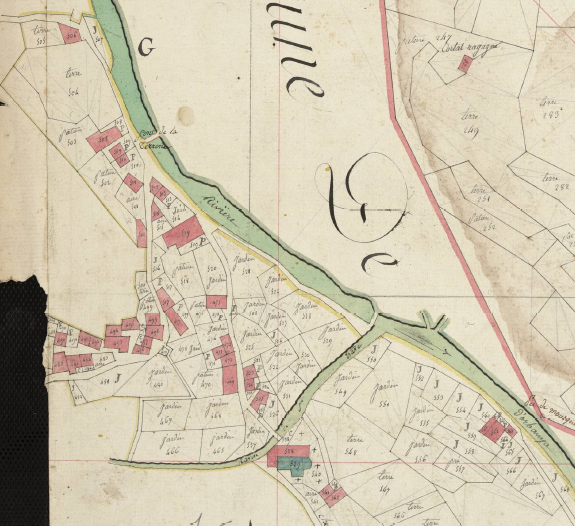
Sector oest d'Orbanyà en el Cadastre napoleònic del 1812 (Arxius Departamentals dels Pirineus Orientals)

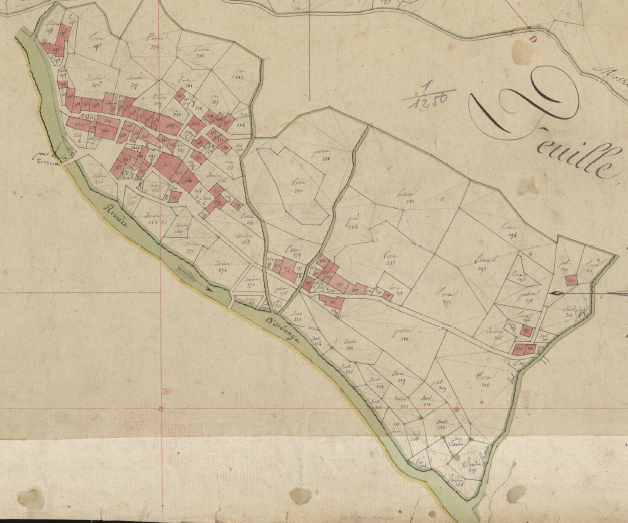
Sector est d'Orbanyà en el Cadastre napoleònic del 1812 (Arxius Departamentals dels Pirineus Orientals)

Orbanyà és un poble poc compacte, situat a la part sud-oriental de la comuna. La carretera D - 26b (D - 16, a Conat - Orbanyà) acaba el seu recorregut en aquest poble.
Està escampat a banda i banda de la Ribera d'Orbanyà, la major part a l'esquerra del riu i algunes cases, el cementiri i l'església parroquial de Sant Esteve amb la rectoria annexa a la dreta. L'església i el cementiri són a l'extrem sud del poble.

### Marçac
Ran de l'actual límit entre les comunes de Conat, Noedes i Orbanyà, a prop del Coll de Marçac, hi havia hagut la població de Marçac, esmentat el 1483 (mansum de Mareçach).

### Monuments megalítics d'Orbanyà
En aquest terme hi ha un sol dolmen, el del Roc de Jornac, que Becat situa dins del terme de Conat. Així mateix, el mateix autor situa en el d'Orbanyà el Dolmen de Miralles, que en realitat és dins del de Conat.

### Els masos del terme
El terme d'Orbanyà no té gaires construccions aïllades destinades a l'hàbitat humà permanent: tot just s'hi troben el Molí de Baix i el Molí de Dalt. La resta, són cortals, destinats a la vida de pastoreig i, per tant, només llocs d'habitatge ocasional. M'hi ha una bona quantitat: Cortal de Font Roja, o del Batalla, de la Fajosa, de l'Argentinosa, de la Ribera, de l'Assalador, del Bac de les Freixes, del Castanyer, abans del Calcinès, del Còrrec de Vallors, del Credo, o del Castanyer, del Cullera, o, també, del Castanyer, de l'Espinàs, o del Patorra, del Fadot, o del Solà de l'Hoste, del Forcada, o de Narguilles, un altre del Forcada, del Galliner, dos cortals del Guillat, el Cortal del Jan, o de Serra Mitjana, del Lloco, del Manaut, del Nadal, o del Coll del Torn, del Pallat, o del Ponceller, del Peirer, o, també, de Serra Mitjana, un altre del Peirer, o Cortals de Martiac, un tercer del Peirer, del Peretes, o Orri dels Escocells, el del Pont, un altre del Pont, o Cortals de Martiac, el del Reganya, el del Santjaume, o del Roqueter, el dels Artells, el del Sastre, o del Surjús, el del Solà de la Coma, o del Mallol, el del Surjús, un altre del Surjús, o del Sastre, el del Tomàs, o del Batlle, un altre del Tomàs, el del Ventós de Baix, els Cortals de Calbera, els de Cubera, o del Castanyer, abans del Calcinès, els de la Serra i els dels Camps del Cortal. Alguns són noms ja antics, ara en desús, com el Cortal de la Devesa, o del Peirilla, de l'Assalador, o del Batlle, de la Travessa, de l'Aurella, del Bernadó, del Bogal, del Calcinès, de l'Escaramussa, del Lluïsot, del Martí, del Nibola, del Peirilla, el dels Escocells, o del Tuja de Baix, el dels Tuges, o del Patorra i el de Vallors, o del Tomàs.

### Hidrònims

#### Cursos d'aigua
La Ribera d'Orbanyà, riu la vall alta del qual conforma tot el terme comunal d'Orbanyà, es forma al nord-oest del terme d'Orbanyà, a Balaró. Des d'aquell lloc davalla cap a llevant, fent una inflexió corba cap al sud-est, i aviat rep per l'esquerra el Còrrec de Portapàs i tot seguit per la dreta el Còrrec de la Mollera Llarga. Ja clarament decantada cap al sud-est, va rebent successivament per l'esquerra, el Còrrec de la Font del Teixeire, per la dreta, el Còrrec de la Font del Bulló, després el de la Pinosa, el del Bac de la Fajosa, i encara després el de les Freixes. Tot seguit, ara per l'esquerra, el Còrrec del Coll del Torn, de llarg recorregut, que aporta els còrrecs de Martiac, de Gimelles i de Cerdana. Posteriorment, també per l'esquerra, els còrrecs de l'Espinàs i del Menter, amb el dels Comalls a la part alta. Encara després, just abans d'arribar a l'alçada del poble d'Orbanyà, rep per la dreta el Còrrec o Torrent de l'Hort, amb el Còrrec dels Camps dels Cortals d'afluent, i per l'esquerra el Còrrec del Serrat de les Bigues, amb el de l'Avellanosa. Ja a l'extrem nord-oest d'Orbanyà hi arriba per l'esquerra el Còrrec de Camp Colom. Just passat el poble, al seu sud-est, hi arriba per la dreta el Còrrec de Sant Esteve, per l'esquerra el del Salzer, per la dreta el de Salines, passa pel Molí de Baix, rep per l'esquerra el Còrrec de Bogalls. Passada la Devesa, rep encara per la dreta el Còrrec de la Coma, amb el de Capellans i el de Marçac, i per l'esquerra el de Vallurs, que hi aporta els còrrecs del Gavatx, de la Coma Formia, de Narguilles i del Bac de Vallurs, i, ja al final del terme, rep encara per l'esquerra els dos còrrecs anomenats de la Copi. Tot seguit, entra dins del terme de Conat. Just al sud-est del terme hi ha el Còrrec de Jornac, que neix en terme d'Orbanyà, però de seguida entre en el de Conat, on s'aboca en la Ribera d'Orbanyà.

#### Canals d'irrigació
Un sol canal útil per al reg es troba en aquest terme: el Rec d'Orbanyà.

### Orònims
Hi ha topònims que indiquen formes de relleu o espais geogràfics definits, dins del terme d'Orbanyà, com obagues: el Bac de la Baroia, el de la Fajosa, el de la Pinosa, el de les Freixes, el del Lloser, el del Menter, el del Torrent de l'Hort i el de Vallurs; clots: Clot del Baró; colls: Coll de les Bigues, Coll del Mener, Coll del Torn, Coll de Marçac; comes: la Coma, la Coma del Salze, Coma Formia, o Colom Formic i els Comalls; muntanyes: Pic de la Mosquetosa, Pic de la Serra, Pic del Lloset, Pic del Torn, Pic de Portapàs, Puig del Rocater, Roc Blanc, Roc de Domingo, Roc de l'Elra, Roc de Jornac i Roc de Peirafita; ribes: la Riba del Gat, el Riberal; serres i serrats: la Serra, Serra Mitjana, Serrat de Boadella, Serrat de Calbera, Serrat de la Font de la Barbera, Serrat de les Bigues, Serrat de l'Home, Serrat del Lloser, Serrat del Mener, Serrat de Marçac, Serrat de Miralles, Serrat de Portapàs i Serrat Gran, i solanes: Solà de la Coma, Solà de la Fajosa, Solà de la Mata, Solà de la Pinosa de Portapàs i Solà de l'Hoste.

### El terme comunal
Les partides o indrets específics del terme d'Orbanyà són l'Argentinosa, els Artells, l'Assalador, l'Avellanosa, la Balaguetosa, Balaró, Batalla, les Basses, Bogalls, el Camp de Colom, el Camp de Dolet, el Camp de la Iglesi, el Camp Llong, els Camps del Cortal, els Canals, Cessó, Coll del Torn, la Copi, Costalat, Cubera, Cubera de Dalt, la Devesa, els Escocells, els Escocells de Baix, l'Espinàs. la Fajosa, la Font de la Guilla, la Font Roja, les Freixes, Gimelles, Joan Novi, Jornac, Llebreres, la Llisera, Martiac, la Mata, el Menter, Mosquetosa, Narguilles, l'Orri, l'Orriet, Peirafita, el Piló (senyal termenal), Prat Colom, Prat del Baró, el Roqueter, les Salines, les Salines de Dalt, Sant Jaume, la Tira, el Torrent de l'Hort, la Travessa, Vallurs, la Ventallola, el Ventós i el Ventós de Baix.

### El Bosc Comunal de Noedes - Orbanyà
El Bosc Comunal de Noedes - Orbanyà està situat al nord del terme de Noedes, a l'esquerra de la Ribera de Noedes.

## Transports i comunicacions

### Carreteres
Una sola carretera travessa el terme de Conat. Es tracta de la carretera D - 26b (D - 26, a Conat - Orbanyà), que arriba en uns 5,1 quilòmetres des de Conat. És una carretera amb revolts molt tancats, atès que ha de guanyar altitud per tal d'arribar a Orbanyà des de prop de Vellans, d'on arrenca.

### Transport públic col·lectiu
Orbanyà no té cap servei de transport públic habitual. Com altres pobles petits, disposa del TAD (Transport a la demanda).

### Els camins del terme
Els camins d'Orbanyà que enllacen el terme amb els pobles veïns són el Camí de Censà, el de Conat, o de Prada, el de les Vaques, anomenat Camí de la Muntanya a Rià i a Mosset i la Tira a Conat, el Camí de Mosset, anomenat del Tragí, a Conat, el de Noedes i la Ruta de Rià. D'altra banda, els interiors del terme són el Camí de la Pinosa, el del Coll de les Bigues, o dels Escocells, el de les Freixes, el de l'Orriet, el dels Traginers, avui dia Pista Forestal de les Bigues, el de Rocafort, la Carrera de Serra Mitjana, la Pista Forestal del Coll del Torn, la Pista Forestal de les Bigues, la Tira de Torrelles i el Torn del Coronat.

## Activitats econòmiques
La principal activitat econòmica d'Orbanyà era l'explotació dels boscs, molt abundants en el terme comunal. Hi ha molt poc espai per a les explotacions agràries i ramaderes, les quals, a més, estan incloses en tots els censos dins de les de Rià i Cirac. En l'actualitat Orbanyà ha esdevingut sobretot un centre d'estiueig, època en què el poble, amb molt pocs habitants tot l'any, guanya en població estacional.

## Història

### Edat Antiga
El mateix topònim d'Orbanyà denota una població colonial romana.

### Edats Mitjana i Moderna
El primer document que parla d'Orbanyà és de l'any 1186, en què apareix com a Orbagnum. Més tard, torna a estar documentat el 1279 (Orbananum) i el 1298 (villare de Orbanyano), moment en què ja depenia de la senyoria de Conat. Els templers del Masdéu hi obtingueren el lloc de Molleres de Martisag de mans de Guillem Bernat de Paracolls i Blanca de Conat. Consta que al costat eren els hospitalers de Bajoles qui hi tenien un altre alou.
Foren senyors d'Orbanyà, fins a la Revolució Francesa, els senyors de Conat. El darrer amb aquest títol fou Pau d'Hortafà, emigrat el 1792, a ran dels fets revolucionaris.

### Edat Contemporània
La comuna d'Orbanyà estigué integrada en una comuna anomenada Rià, Cirac i Orbanyà, malgrat no haver-hi continuïtat territorial entre elles, de l'any 1973 fins al 1983; després es reintegraren les comunes originals.

## Demografia

### Demografia antiga
La població està expressada en nombre de focs (f) o d'habitants (h)
| 8 f | 4 f | 46 f | 20 f | 275 h | 61 f | 66 f |

### Demografia contemporània
| Evolució de la població |      |      |      |      |      |      |      |      |
| 1793                    | 1800 | 1806 | 1821 | 1831 | 1836 | 1841 | 1846 | 1851 |
| 359                     | 329  | 406  | 461  | 488  | 459  | 454  | 437  | 436  |

| 1856 | 1861 | 1866 | 1872 | 1876 | 1881 | 1886 | 1891 | 1896 |
| ---- | ---- | ---- | ---- | ---- | ---- | ---- | ---- | ---- |
| 436  | 409  | 409  | 380  | 338  | 273  | 312  | 333  | 304  |

| 1901 | 1906 | 1911 | 1921 | 1926 | 1931 | 1936 | 1946 | 1954 |
| ---- | ---- | ---- | ---- | ---- | ---- | ---- | ---- | ---- |
| 253  | 275  | 244  | 188  | 153  | 124  | 88   | 70   | 44   |

| 1962 | 1968 | 1990 | 1999 | 2005 | 2010 | 2015 |
| ---- | ---- | ---- | ---- | ---- | ---- | ---- |
| 44   | 14   | 33   | 28   | 56   | 11   | 46   |

Fonts: Ldh/EHESS/Cassini fins al 1999, després INSEE a partir deL 2004
Nota: Entre el 1973 i el 1983 la població d'Orbanyà es va comptar amb la de Rià i Cirac.

### Evolució de la població

Població 1962-2008

## Administració i política

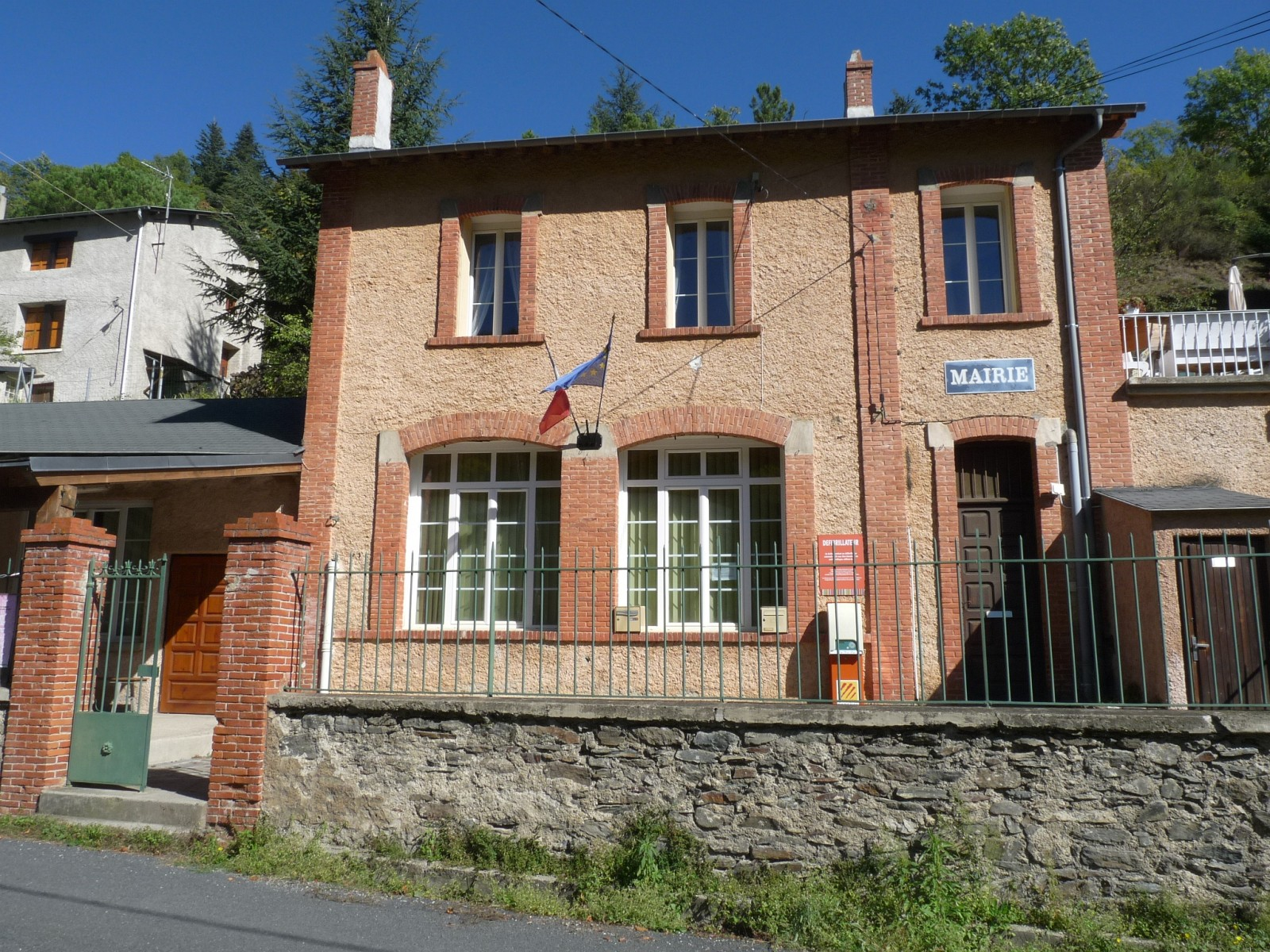
La Casa del Comú

### Batlles
| Alcalde          | Període                       |
| ---------------- | ----------------------------- |
| Jean-Paul Sangla | Març del 2001 - Moment actual |

### Legislatura 2014 - 2020

#### Batlle
- Jean-Paul Sangla.

#### Adjunt al batlle[11]
- 1a: .

#### Consellers municipals
- Gilbert Bonafos
- Danielle Espinasse
- Eric Esteban
- Didier Fruitet
- Jean-Claude Goze
- Henri Ribes.

### Adscripció cantonal

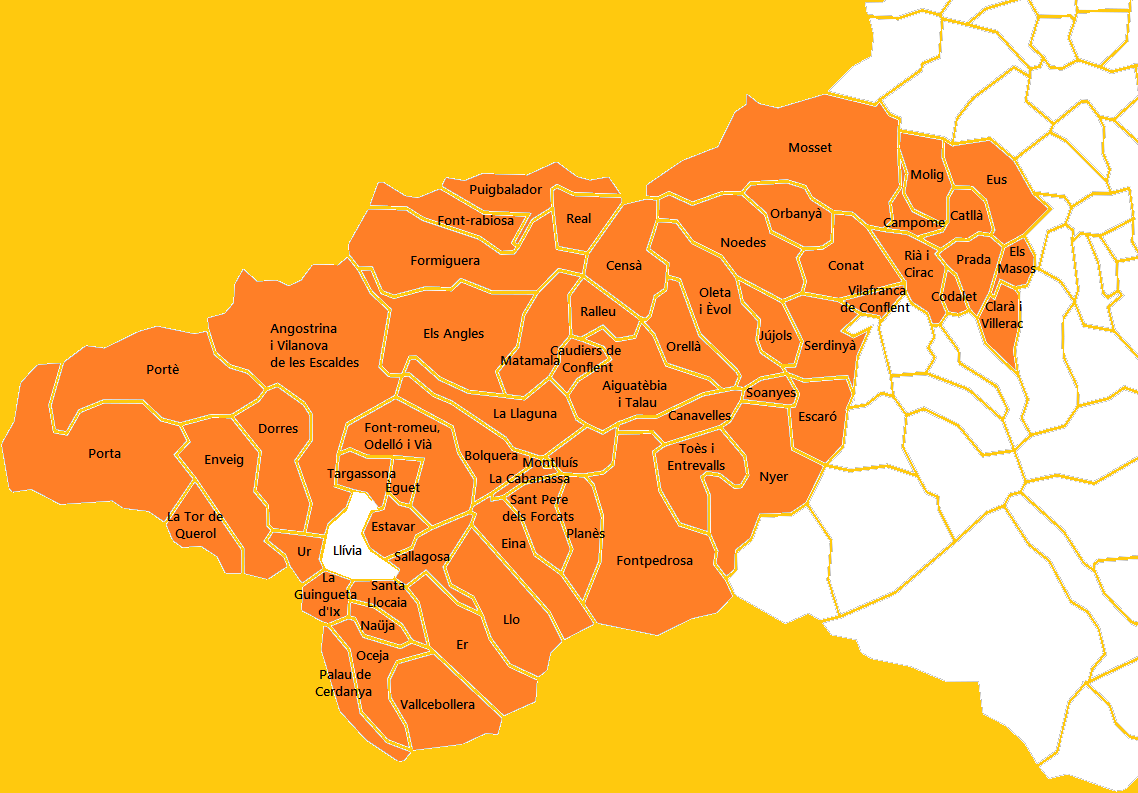
Mapa del Cantó dels Pirineus Catalans

A les eleccions cantonals del 2015 Orbanyà ha estat inclòs en el cantó número 13, dels Pirineus Catalans, que inclou els pobles d'Angostrina i Vilanova de les Escaldes, Bolquera, Dorres, Èguet, Eina, Enveig, Er, Estavar, Font-romeu, Odelló i Vià, la Guingueta d'Ix, Llo, Naüja, Oceja, Palau de Cerdanya, Porta, Portè, Sallagosa, Santa Llocaia, Targasona, la Tor de Querol, Ur i Vallcebollera, de la comarca de l'Alta Cerdanya, els Angles, Font-rabiosa, Formiguera, Matamala, Puigbalador i Ral, de la del Capcir, i les viles de Montlluís, Prada i Vilafranca de Conflent i els pobles d'Aiguatèbia i Talau, la Cabanassa, Campome, Canavelles, Catllà, Caudiers de Conflent, Censà, Clarà i Villerac, Codalet, Conat, Escaró, Eus, Fontpedrosa, Jújols, la Llaguna, Els Masos, Molig, Mosset, Noedes, Nyer, Oleta i Èvol, Orbanyà, Orellà, Planès, Ralleu, Rià i Cirac, Sant Pere dels Forcats, Sautó, Serdinyà, Soanyes i Toès i Entrevalls, de la del Conflent, amb capitalitat a Prada. Són conselleres per aquest cantó Jean Castex i Hélène Josende, de la Unió de la Dreta.

### Serveis comunals mancomunats
Orbanyà forma part de la Comunitat de comunes de Conflent - Canigó, amb capitalitat a Prada, juntament amb Prada, Arboçols, Campome, Campossí, Canavelles, Castell de Vernet, Catllà, Clarà i Villerac, Codalet, Conat, Cornellà de Conflent, Escaró, Espirà de Conflent, Estoer, Eus, Finestret, Fillols, Fontpedrosa, Fullà, Jóc, Jújols, Marqueixanes, els Masos, Mentet, Molig, Mosset, Noedes, Nyer, Oleta i Èvol, Orellà, Pi de Conflent, Rià i Cirac, Rigardà, Saorra, Serdinyà, Soanyes, Sornià, Tarerac, Taurinyà, Toès i Entrevalls, Trevillac, Vallestàvia, Vallmanya, Vernet, Vilafranca de Conflent i Vinçà.

## Ensenyament i Cultura
A Orbanyà no hi ha actualment cap establiment escolar. L'escola més propera, per a maternal i primària, és la de Rià, però també queden a prop les escoles de Catllà, Fullà, Prada i Vilafranca de Conflent. Per a continuar estudis, tant a secundària com a batxillerat, els nois i noies d'Orbanyà poden anar als col·legis i liceus de Prada.

## Llocs i monuments
- Església parroquial de Sant Esteve